# Vålerenga Ishockey
Vålerenga Ishockey je profesionální norský hokejový tým. Byl založen v roce 1913.